# Гогоці Юрій Георгійович
Ю́рій Гео́ргійович Гого́ці (англ. Yury Gogotsi; 16 грудня 1961, Київ, Українська РСР) — український і американський науковець в галузі хімії, матеріалознавства та нанотехнологій, з 2000 року — професор Університету Дрекселя, США. Професор матеріалознавства, заслужений професор Університету Дрекселя, з 2003 року — засновник та директор Інституту наноматеріалів Е. Дж. Дрекселя (англ. A.J.Drexel Nanomaterials Institute).

## Родина
Син Георгія Гогоці, українського наукового діяча, професора механіки твердого деформованого тіла. Брат — Гогоці Олексій Георгійович, матеріалознавець, механік.

## Освіта
В 1984 році Юрій Гогоці отримав диплом магістра за спеціальністю інженера-дослідника (інженерно-фізичний факультет НТУУ «КПІ», кафедра Високотемпературних матеріалів та порошкової металургії), у 1986 р. — став кандидатом хімічних наук (на той час — наймолодший кандидат хімічних наук України[джерело?]) на кафедрі фізичної хімії, КПІ, роботу виконував під науковим керівництвом Володимира Лавренка. У 1995 році здобув науковий ступінь доктора технічних наук в Інституті проблем матеріалознавства ім. І. М. Францевича НАН України.

## Наукова та викладацька діяльність
Університет Дрекселя, США 

травень 2017- по даний час — Charles T. and Ruth M. Bach Endowed Professor;

2010- по даний час — заслужений професор Університету (англ. Distinguished University Professor);

2008- по даний час — заслужений професор матеріалознавства;

2003- по даний час — директор-засновник Інституту Нанотехнологій;

2002—2007 — заступник декана Коледжу інженерії для спеціальних проектів;

2002- по даний час — професор хімії

2001- по даний час — професор механіки та машинобудування;

2000—2008 — професор матеріалознавства;

Іллінойський університет, Чикаго

2001—2003 — ад'юнкт-професор механіки та інженерії;

1999-2000- Заступник директора Центру наукових ресурсів;

1996-1999- асистент-професор машинобудування 

Тюбінгенський університет, Німеччина

1995—1996 — науковий співробітник.

Університет Осло, Норвегія

1993-1995 — науковий співробітник Центру дослідження матеріалів, стипендіат науково-дослідницької ради НАТО

Токійський технічний університет, Японія

1992-1993- науковий співробітник, стипендіат Японської Організації сприяння науці (JSPS)

Університет Карлсруе, Німеччина

1990-1992- науковий співробітник, стипендіат фонду Александра фон Гумбольдта

Інститут проблем матеріалознавства імені І. М. Францевича НАН України

1986-1990- науковий співробітник.

## Напрямки досліджень
Станом на 2010-ті роки професор Ю. Гогоці очолює групу науковців, що займається дослідженням наноструктурного вуглецю (нанотрубки, графен, наноалмази, нанопористий вуглець (англ. carbide-derived carbon, CDC)), та гідротермальним синтезом вуглецевих наноструктур, кераміки, вивчає фазові перетворення під тиском в напівпровідниках, ефективні способи очищення води — десолінація та ємнісна деіонізація, сучасні джерела енергії— суперконденсатори, застосування вуглецевих наноматеріалів для енергетики та біомедицини.
Професор Юрій Гогоці зробив відкриття та дослідження цілої родини принципово нових двовимірних (two-dimensional, 2D) наноматеріалів— максенів). Він розробив загальний підхід до синтезу пористих і низькорозмірних матеріалів з використанням селективного вилучення елементів / компонентів, які можуть бути використані для створення нанопористого вуглецю, вуглецевих нанотрубок, графену, 2D карбідів, та ін. Також профессор Гогоці відкрив та описав нові форми вуглецю, такі як конічні та полігональні кристали. Він відкрив нову метастабільну фазу кремнію. Вперше показав присутність і аномально повільне просування води у вуглецевих нанотрубках методом електронної мікроскопії.
Заснував нові наукові напрями:
- Корозія конструкційної кераміки;[12]
- Наука та технологія обробки поверхні тиском;[13]
- Синтез нових неорганічних сполук та матеріалів методом селективної корозії та екстракції.

Професор Ю.Гогоці є співавтором двох книг, редактором 14 книг , є винахідником більше 80 європейських та американських патентів, більше 30 з яких ліцензовані для індустрії, та більше 100 наукових праць для конференцій, більше 800 статей в рецензованих журналах, в тому числі багато публікацій в журналах Nature та Science, h-index наразі складає 175 за версією Google Scholar та 152 за версією Web of Science.
У Стенфордському списку 2% найкращих дослідників у світі за всіма науковими дисциплінами Юрій Гогоці у 2019 році посів 53 місце серед усіх живих та померлих вчених.

## Визнання
Професор Юрій Гогоці отримав багато нагород за свою наукову роботу та дослідження, деякі з них:
- 2021 — MRS-Serbia Award за тривалий та видатний внесок у матеріалознавство та інженерію[17]
- 2021 — Manuel Cardona Lecture, Каталонський інститут нанонаук та нанотехнологій [18]
- 2021 — Почесний доктор, Сумський державний університет
- 2021 — Нагорода Американського Хімічного Товариства в галузі хімії матеріалів - ACS Award [19]
- 2021 — RASA-America Honorary Life Membership
- 2020 — ACS Philadelphia Section Award [20]
- 2020 — Премія імені Г.А. Гамова від Російсько-Американської Асоціації Вчених (RASA) [21]
- 2020 — Міжнародна премія з кераміки (International Ceramics Prize), найвища нагорода Всесвітньої Академії Кераміки (World Academy of Ceramics);
- 2019 — Член Європейської Академії Наук (EURASC);
- 2019 — Нагорода і пам'ятна лекція ім. Роберта Б. Сосмана, Американське керамічне товариство;
- 2018 — Лауреат цитування в галузі фізики за версією Web of Science/Clarivate - вважався одним із претендентів на Нобелівську премію;
- 2018 — Премія Дружби (Китай)- найвища нагорода в Китаї для іноземців;
- 2018 — Почесна лекція ім. Рудольфа Заградніка, Регіональний центр сучасних технологій та матеріалів, Університет Оломоуц, Чехія;
- 2018 — Почесний доктор, Національний технічний університет України "Київський Політехнічний Інститут ім. Ігора Сікорського";
- 2018 — Почесний член Міжнародного електрохімічного товариства;
- 2018 — Tis Lahiri Memorial Lecture, Університет Вандербільта;
- 2017 — Нагорода Energy Storage Materials Award;
- 2017 — Звання почесного доктора Інституту проблем матеріалознавства імені І. М. Францевича НАН України;
- 2016 — Звання почесного професора Цзіліньського університету;
- 2016 — Звання почесного професора Пекінського університету хімічної технології;
- 2016 — Премія Nano Energy Award[22]
- 2015 — Почесний член Королівського товариства хімії (англ. Royal Society of Chemistry)
- 2015 — Лауреат міжнародної премії в області нанотехнологій Rusnanoprize[23]
- 2014 — Звання почесного доктора наук Гонорис кауза (лат. Doctor Honoris Causa) Університету Поля Сабатьє (de l'Université Toulouse III - Paul Sabatier);
- 2014 — 2020 -  Highly Cited Researcher [Архівовано 2 квітня 2012 у Wayback Machine.] (Thomson-Reuters Clarivate);
- 2014 — Почесна лекція ім. Фреда Кавлі, Конференція Спільноти матеріалознавців;
- 2013 — Премія ім. Росса Коффін Парді, American Ceramic Society;
- 2012 — Премія Європейської асоціації вуглецю;
- 2012 — Почесний член Спільноти Матеріалознавців (Materials Research Society);
- 2011 — Нагорода NANOSMAT Prize;
- 2009 — Почесний член Американської асоціації сприяння науці (AAAS);
- 2008 — Почесний член Спільноти Електрохімії (The Electrochemical Society);
- 2006 — Премія за інноваційну діяльність NANO 50™, NASA Tech Briefs;
- 2005 — Почесний член Американської спільноти кераміки (American Ceramic Society), член Світового інноваційного фонду (World Innovation Foundation);
- 2004 — Академік Всесвітньої Академії Кераміки (Worl Academy of Ceramics)
- 2003 — Премія «R&D 100 Award» журналу «R&D» (повторно отримав в 2009 р.);
- 2003 — Премія ім. Р. Б. Сноу Американської спільноти кераміки (повторно отримав в 2005, 2007, 2009, 2012 рр.);
- 2002 — Премія ім. С. Сомія Міжнародного союзу організацій дослідження матеріалів (IUMRS);
- 2002 — Вибраний дійсним членом Міжнародного інституту науки про спікання;
- 2002 — Нагорода Університету Дрекселя за наукові досягнення (повторне нагородження в 2009 р.);
- 2001 — багаторазово внесений до видань Who's Who in the World, Who's Who in America, Who's Who Among America's Teachers, Who's Who in Science and Engineering, Who's Who in Engineering Education, International Who's Who of Professionals;
- 1993 — Премія ім. І. Н. Францевича Національної академії наук України.